# 並木高矣
並木 高矣（なみき たかし、1913年 - 2003年）は、日本の経営学者。
群馬県生まれ。1938年東京工業大学機械工学科卒、立川飛行機に入社。戦後、日本能率協会に入る。東京商工指導所工業診断課長、玉川大学工学部教授を務め、84年定年。

## 著書
- 『事務改善の進め方』日刊工業新聞社 1957
- 『経営診断』生産工学講座 日刊工業新聞社 1960
- 『生産管理の実務』税務経理協会 1963
- 『帳票管理のあり方』税務経理協会 1964
- 『事務改善の技法』日刊工業新聞社 1969
- 『生産管理』日刊工業新聞社 工場管理入門シリーズ 1970
- 『工程管理』日刊工業新聞社 工場管理入門シリーズ 1971
- 『資材管理』日刊工業新聞社 工場管理入門シリーズ 1971
- 『工場管理の知識』日本経済新聞社 日経文庫　1972
- 『工鉱業科目の基礎』税務経理協会 中小企業診断士試験講座　1973
- 『現代企業診断全集 8 生産診断』ビジネス教育出版社 1974
- 『生産管理』丸善 1977
- 『生産の管理ポイント』税務経理協会 管理ポイントシリーズ　1979
- 『資材講買管理の要点』評言社 中小企業診断士試験　1983
- 『生産管理の要点』評言社 中小企業診断士試験　1983
- 『生産技術者のための工業経営概論』筑波書房 経営工学講座 1984
- 『工業経営実務読本』日刊工業新聞社 1987
- 『工場診断の実務』日刊工業新聞社 1988

### 共編著・監修
- 『経営能率図説』上田武人、桐淵勘蔵、伊藤正吉共編 岩崎書店 1953
- 『工程管理の実際』編 日刊工業新聞社 1956
- 『工程管理』古川光共著 森北出版 1959
- 『帳票ハンドブック』三沢仁共編　日刊工業新聞社 1963
- 『事務機械化のすすめ方』井口保共著 税務経理協会 1964
- 『経営実務双書 第4　生産・販売編 第2』畠山芳雄共著 日本生産性本部 1968
- 『作業研究』倉持茂共著　日刊工業新聞社 工場管理入門シリーズ 1970
- 『現代企業診断全集 12 企業診断ケース・スタディ』三上富三郎共編著、ビジネス教育出版社 1971
- 『事務機械化読本』井口保,田崎竹春共著 開発社 1971
- 『生産管理の分析と診断』編著 日刊工業新聞社 工場管理入門シリーズ 1971
- 『製品製作法』山崎栄共著 日刊工業新聞社 工場管理入門シリーズ 1971
- 『多品種少量生産の流れ作業 モジュール生産システム』倉持茂,武岡一成共著 日刊工業新聞社 1975
- 『事務管理 事務改善と情報処理』島田清一共著 丸善 1981
- 『中小企業診断士試験精選 150問150答 3 (工鉱業編)』編 評言社 1983
- 『生産管理入門』監修 筑波書房 経営工学講座 1984
- 『生産工学用語辞典』遠藤健児共編著 日刊工業新聞社 1989
- 『モノづくりを一流にした男たち 日本的経営管理の歩みをたどる』中嶋誉富,斉藤毅憲,松本幹雄共著 日刊工業新聞社 1993

## 論文
- <並木高矣